# Рекіцауа
Рекіцауа (рум. Răchițaua) — село у повіті Хунедоара в Румунії. Входить до складу комуни Бетрина.
Село розташоване на відстані 315 км на північний захід від Бухареста, 26 км на захід від Деви, 132 км на південний захід від Клуж-Напоки, 104 км на схід від Тімішоари.

## Населення
За даними перепису населення 2002 року у селі проживали 15 осіб, усі — румуни. Усі жителі села рідною мовою назвали румунську.